# Anatole France (Métro Paris)

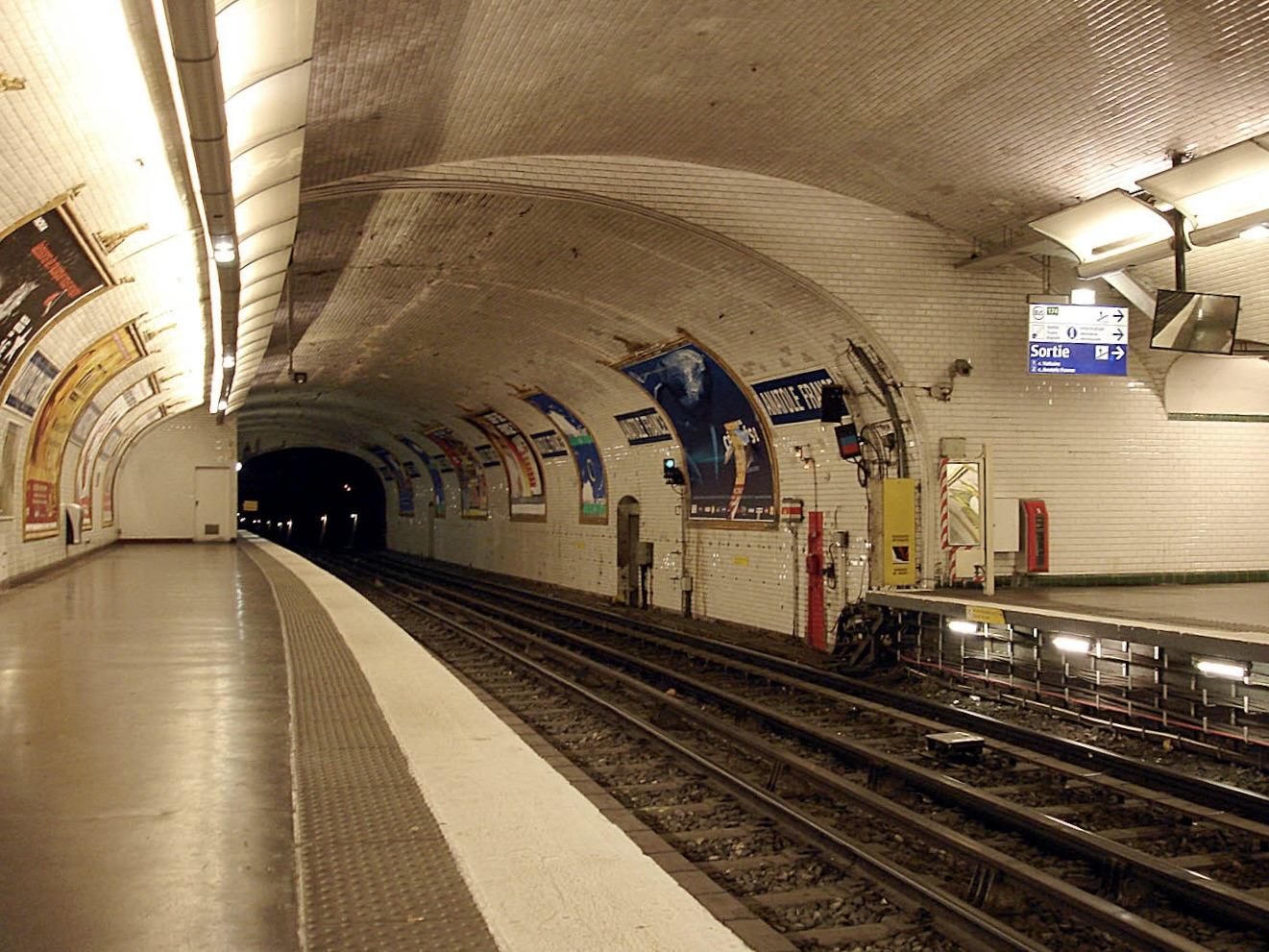
Die Bahnsteige sind in der Längsrichtung zueinander versetzt

Der U-Bahnhof Anatole France [anatɔl fʁɑ̃s] ist eine unterirdische Station der Linie 3 der Pariser Métro.

## Lage
Die Station befindet sich im westlichen Pariser Vorort Levallois-Perret. Sie liegt längs unter der Rue Anatole France an deren Kreuzung mit der Rue Voltaire (Place du Général-Leclerc).

## Name
Namengebend ist die Rue Anatole France. Anatole France (1844–1924) war Schriftsteller und Mitglied der Académie française. 1921 erhielt er den Nobelpreis für Literatur.

## Geschichte und Beschreibung

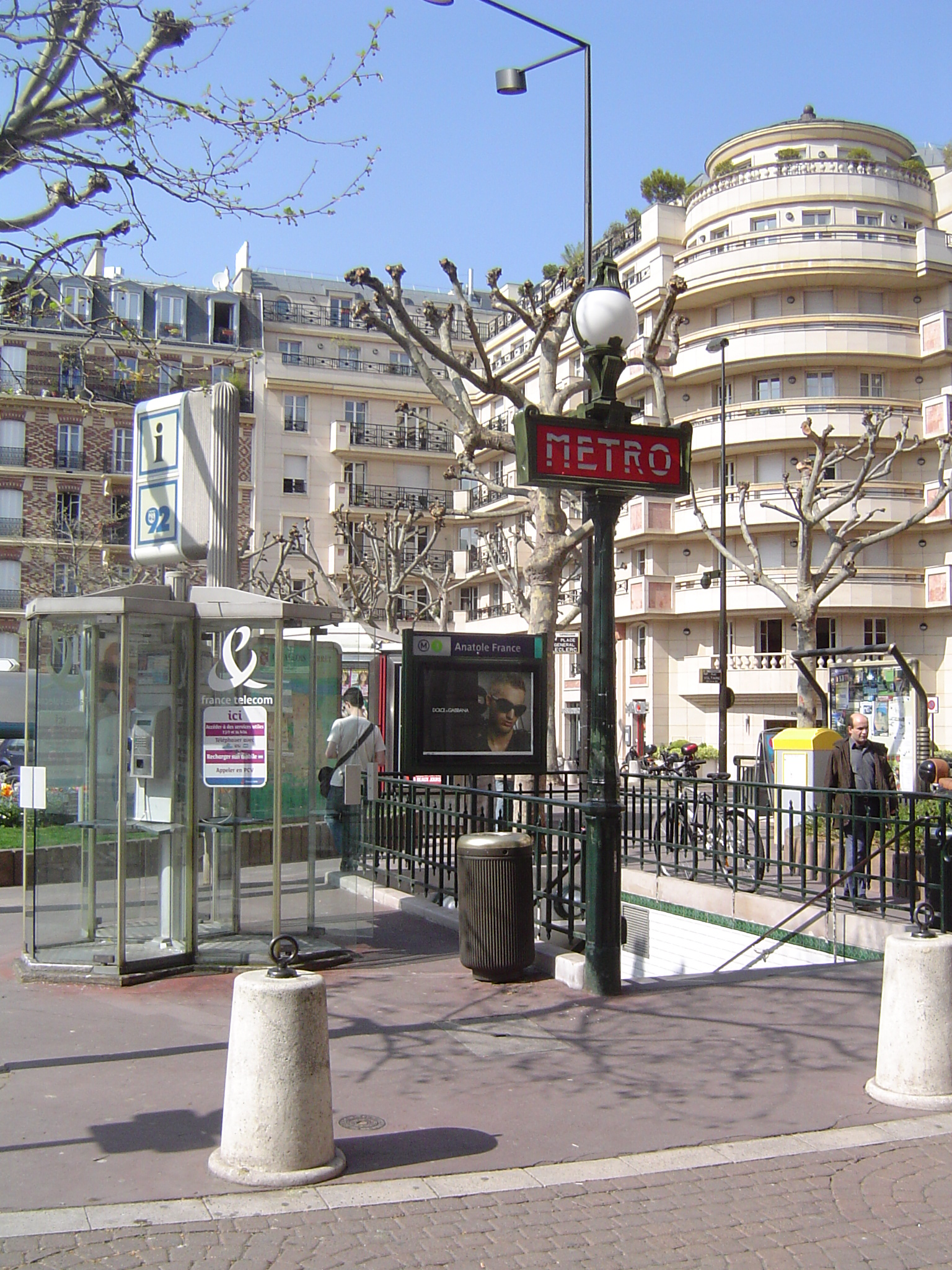
Zugang mit Dervaux-Kandelaber

Die Station wurde am 24. September 1937 mit der nördlichen Verlängerung der Linie 3 eröffnet. Damals ging deren 1840 m langer Endabschnitt von Porte de Champerret bis Pont de Levallois – Bécon in Betrieb.
Anders als die meisten der – 75 m langen – Stationen der Linie 3 wurde der U-Bahnhof Anatole France mit einer Bahnsteiglänge von 105 m gebaut. Unter einem elliptischen Deckengewölbe weist er Seitenbahnsteige an zwei parallelen Streckengleisen auf. Als Folge der beengten Platzverhältnisse wurden die Bahnsteige leicht zueinander versetzt angelegt. Die Wände und die Decke sind weiß gefliest.
Die beiden Zugänge liegen an der Place du Général-Leclerc. Sie sind mit von Adolphe Dervaux im Stil des Art déco entworfenen Kandelabern markiert. Daneben existiert ein zusätzlicher Ausgang mit einer Rolltreppe.

## Fahrzeuge
Bis 1967 wurden auf der Linie 3 Züge der Bauart Sprague-Thomson eingesetzt. In jenem Jahr erhielt sie als erste die neue, klassisch auf Stahlschienen laufende Baureihe  MF 67. Die zwischen 2005 und 2008 renovierten Züge sind dort im Jahr 2024 nach wie vor im Einsatz.